# Verba Game
Verba Game è un gioco di strategia composto da un mazzo di carte non collezionabili. Viene prodotto dall'azienda Dal Negro.
Gli autori del gioco sono Giuliano Parenti e Torquato Lo Mele.
Le istruzioni sono in lingua italiana, inglese, tedesca, francese e spagnola.
Il numero dei giocatori può variare da 2 a 8 di età superiore ai sette anni. Il gioco è formato da carte colorate che rappresentano le lettere dalla a alla z e carte jolly, carte anagramma e carte per cancellare

## Come giocare

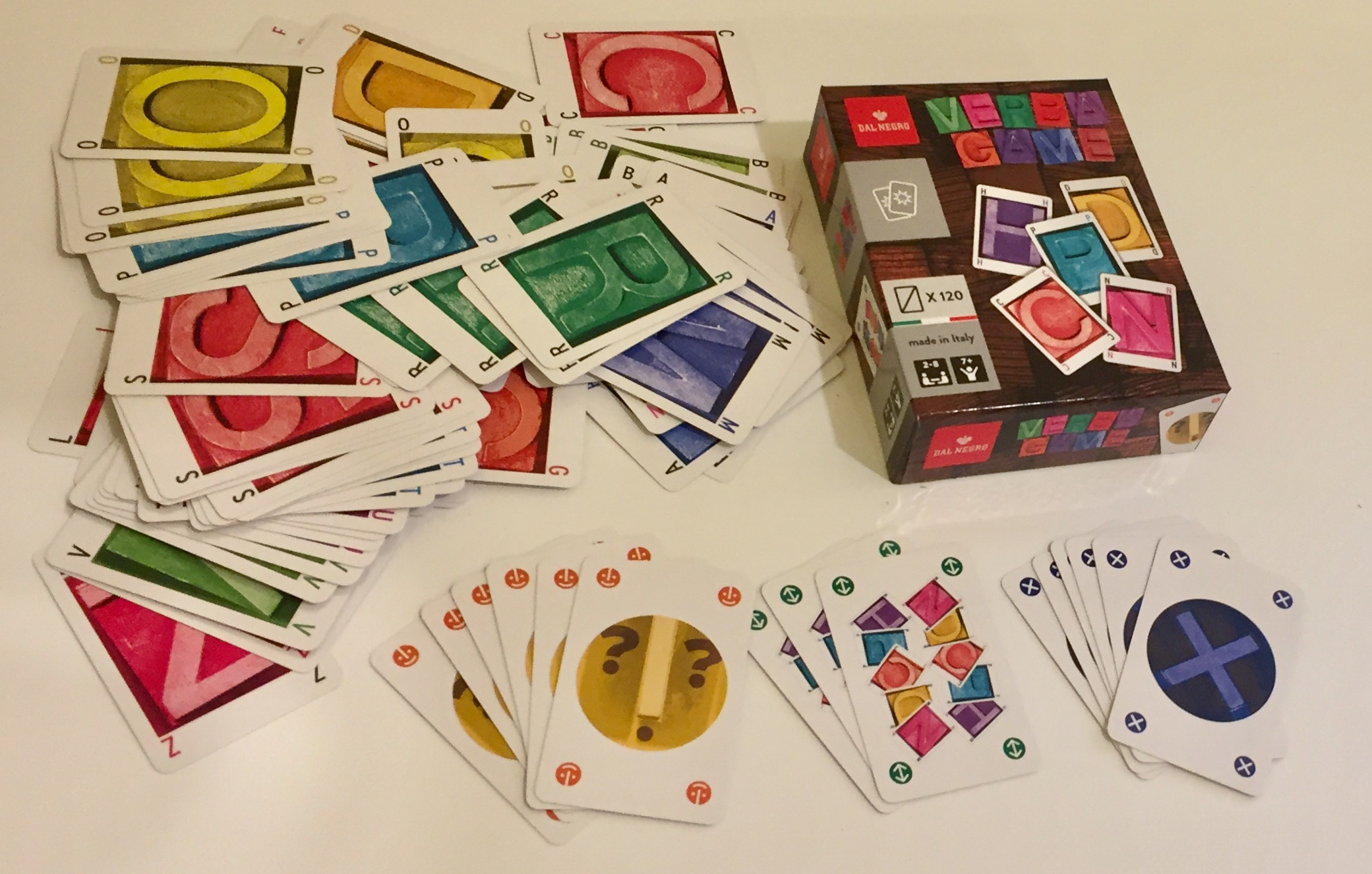
Le carte speciali e le carte che rappresentano le lettere.

### Le carte
All'interno della confezione sono contenute carte così distribuite:
- 6 carte jolly
- 3 carte anagramma
- 6 carte per cancellare
- 105 carte con rappresentate le lettere dell'alfabeto di cui: 7 con la lettera A, 6 con la lettera B, 6 con la lettera C, 5 con la lettera D, 7 con la lettera E, 5 con la lettera F, 5 con la lettera G, 1 con la lettera H, 6 con la lettera I, 6 con la lettera L, 6 con la lettera M, 5 con la lettera N, 6 con la lettera O, 6 con la lettera P, 1 con al lettera Q, 6 con la lettera R, 6 con la lettera S, 6 con la lettera T, 4 con la lettera U, 3 con la lettera V, 2 con la lettera Z.

per un totale di 120 carte.

### Obiettivo del gioco
Formare ogni volta, al centro del tavolo, una parola diversa utilizzando più carte possibili per essere il primo giocatore a restare senza carte.

### Preparazione
Il mazzo, dopo essere stato mescolato, viene distribuito in parti uguali ai giocatori, le carte che eventualmente avanzano vengono scartate e messe da parte.
Ogni giocatore pesca le prime otto carte dal proprio mazzo se i giocatori sono 2, 3 o 4 e le prime sei carte se i giocatori sono 5, 6, 7 o 8. Si può anche decidere di giocare a squadre ed ognuna sceglierà un portavoce.
Si stabilisce, infine, il numero di partite da giocare. Ad esempio: tante partite quanti sono i giocatori.

### Svolgimento
Si gioca in senso orario e si può decidere se giocare con le carte in mano o, preferibilmente scoperte sul tavolo davanti ad ogni giocatore. Inizia un giocatore a scelta che forma una parola sul tavolo. Al proprio turno i giocatori devono cercare di variare la parola formata sul tavolo attraverso l'inserimento e/o la sovrapposizione delle carte a propria disposizione. Ogni volta ci sarà al centro una parola diversa e ogni giocatore avrà davanti a sé il solito numero di carte. Chi non ci riesce dopo un ragionevole lasso di tempo passa la mano. Se tutti i giocatori passano il turno la parola sul tavolo viene cancellata e l'ultimo giocatore che ha apportato una modifica ne crea una nuova.
La durata del gioco è di circa 40 minuti.

### Uso delle carte speciali
La carta con la X cancella la lettera sulla quale viene sovrapposta. Dopo aver eliminato una lettera la si può rimettere in gioco solo se la parola cambia di significato 

### e
Sono considerate valide le parole, anche straniere, inserite nel vocabolario, le lettere, le variazioni di genere e numero, i verbi in tutti i tempi, modi e persone.
Non sono valide le sigle, i nomi di persona, località e le parole ripetute.